# Lewisville, Texas
Lewisville là một thành phố thuộc quận Denton, tiểu bang Texas, Hoa Kỳ. Năm 2010, dân số của xã này là 95290 người.

## Dân số
- Dân số năm 2000: 77737 người.
- Dân số năm 2010: 95290 người.